# 津坂早紀
津坂 早紀 （つさか さき、1980年7月25日 - ）は、日本のファッションモデル・女優。東京都渋谷区出身。国立音楽大学付属高校ピアノ科卒業。父親は俳優の秋野太作。

## 略歴・人物
- 1995年にファッション雑誌『mc Sister』の専属モデルとしてデビュー。その後は各女性雑誌のモデルとして活動。女優に転身してからは父娘の共演も多い。
- 特技はピアノ（第4回日本クラシック音楽コンクール奨励賞受賞）、クラシックバレエ、ジャズダンス。

## 出演

### テレビドラマ
- ドラマ30 ことぶきウォーズ（2004年10月 - 12月、TBS） - 中田さおり 役
- 女と愛とミステリー 湯けむりサスペンス 伊豆・竜宮伝説殺人事件（2003年3月12日、テレビ東京）
- 火曜ドラマゴールド ビネツ〜美肌の誘惑 現代エステ大奥物語〜（2006年11月21日、日本テレビ） - 田代サキ 役
- 鹿鳴館（2008年1月5日、テレビ朝日）

### 舞台
- 向田邦子小劇場 眠り人形（2003年3月、三越劇場）
- 円谷劇団「じゅわっと」（2006年10月5日 - 9日、博品館劇場）

### CM
- 養命酒（2001年）

### 雑誌
- mc Sister（1995年、婦人画報社） - 専属モデル
- Ray（1999年、主婦の友社）
- ViVi（2000年、講談社）
- with（2000年、講談社）